# Karl Oskar Medin

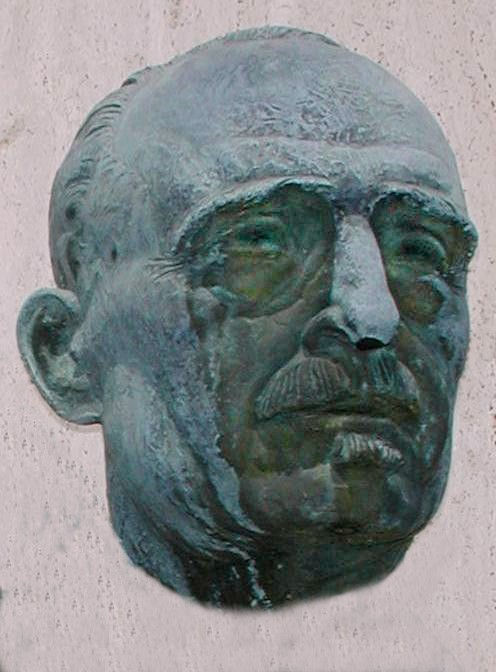
Bronzebüste von Karl Oskar Medin in der
Polio Hall of Fame

Karl Oskar Medin, bibliografisch oft nur Oskar Medin (* 14. August 1847 in Axberg, Örebro; † 24. Dezember 1927 in Stockholm) war ein schwedischer Kinderarzt, der 1890 den epidemischen Charakter der Poliomyelitis acuta erkannt hatte.

## Leben
Medin studierte von 1876 bis 1880 Medizin in Uppsala und Stockholm. 1876 schloss er das Studium ab und wurde Assistenzarzt am Allgemeinen Kinderkrankenhaus Stockholm. Dort promovierte er 1880 zum Doktor der Medizin. Bis 1883 war er zunächst Dozent für Pädiatrie am Karolinska Institutet, wurde zunächst zum außerordentlichen und 1884 schließlich zum ordentlichen Professor für Kinderheilkunde berufen. Er wurde zudem zum leitenden Arzt des Kinderkrankenhauses ernannt, wo er bis zu seiner Emeritierung 1914 wirkte. Von 1906 bis 1915 war er zudem Vorsitzender des Städtischen Gesundheitsamtes in Stockholm. Nach seiner Emeritierung widmete er sich auch lebensversicherungsrechtlichen und medizinhistorischen Themen. Am 24. Dezember 1927 starb er an Leukämie.

## Werk
Der Name von Karl Oskar Medin, der sich wissenschaftlich vor allem mit Infektionskrankheiten im Kindesalter und sozialpädagogischen Themen beschäftigte, ist im Wesentlichen mit der Erkenntnis verbunden, dass es sich bei der Poliomyelitis (Spinale Kinderlähmung), seinerzeit auch noch infantile Paralyse genannt, um eine ansteckende Erkrankung handelt, verbunden. Nach ihm und Jakob von Heine heißt sie daher auch Heine-Medin-Krankheit. Aber auch der infektiöse Charakter der Tuberkulose wurde von ihm behauptet, bevor Robert Koch den Erreger dieser Erkrankung entdeckte.